# Festival slovenskega šansona 2023
Festival slovenskega šansona 2023 je potekal 6. in 14. maja (predizbora) ter 28. oktobra (zaključna prireditev) po desetletju premora.

## Izbor šansonov in format
Tekmovalni šansoni so bili izbrani preko javnega razpisa, ta je bil objavljen konec januarja 2023, zbiranje prijav pa je trajalo do 24. marca. Nanj je prispelo 66 del, izmed katerih je strokovna komisija v sestavi Rudi Pančur (predsednik), Sandra Erpe, Alenka Gotar, Goran Dekleva in Lojze Krajnčan za festival izbrala 20 šansonov. Ti so se predstavili na dveh predizborih: prvi je bil 6. maja v Kulturnem domu Krško, drugi pa 14. maja v dvorani Gledališča Park v Murski Soboti. Oba sta bila neposredno prenašana na Prvem programu Radia Slovenija in na spletni strani Prvega ter na RTV 365 (videoprenos). Prireditvi sta vodila Igor Velše in Višnja Fičor. Na obeh predizborih je strokovna žirija v sestavi Vlado Žabot (predsednik), Jadranka Juras, Barbara Šinigoj, Gregor Stermecki in Miha Zor izbrala pet šansonov, ki so jih izvajalci poleti posneli v studiu 26 Radia Slovenija ter z njimi nastopili na zaključni prireditvi 28. oktobra, na dan RTV, ki je obeležil 95 let Radia Slovenija in 65 let Televizije Slovenija, v Kulturnem centru v Rogaški Slatini.
Festival je potekal v organizaciji uredništva glasbenega in razvedrilnega programa Prvega programa Radia Slovenija, katerega urednica je bila v času predizborov Simona Moličnik, v času finala pa Matej Jevnišek, in pod pokroviteljstvom evropskega projekta Misija Mlada kohezija. Urednika sta bila Teja Klobčar in Andrej Prezelj.

## Predizbora
Prvi predizbor – 6. maj, Kulturni dom Krško
| #   | Izvajalec           | Naslov                      | Avtorji glasbe in besedila                            |
| --- | ------------------- | --------------------------- | ----------------------------------------------------- |
| 1.  | Hostnik pa Krečič   | »Dekle iz zlatih sanj«      | Tomaž Hostnik (gb)                                    |
| 2.  | Glas 'n bas         | »Blues za čistilko UKC«     | Irena Gantar (g), Marko Jelovšek (g), Lothar Orel (b) |
| 3.  | Rade kvartet        | »V času zaustavim svet«     | Nino de Gleria (g), Aleš Šteger (b)                   |
| 4.  | Zajtrk              | »Jera«                      | Laura Krajnc (gb), Sven Horvat (g)                    |
| 5.  | Smaal Tokk          | »Dihej«                     | Klemen Kotar (g), Smaal Tokk (b)                      |
| 6.  | Patricija Škof      | »Šanson iz tujine«          | Patricija Škof (gb)                                   |
| 7.  | Dimme in Pedenjpedi | »Valček o deželi brezrožja« | Dejan Dimec (gb)                                      |
| 8.  | Café Noisette       | »Na vrtu mojem«             | Barbara Kobal (gb)                                    |
| 9.  | Gala trio           | »Mi fejkamo«                | Klemen Smolej (gb)                                    |
| 10. | Ana Maria Mitić     | »V našem belem hodniku«     | Ana Maria Mitić (gb)                                  |

Pred razglasitvijo rezultatov je voditeljica Višnja Fičor zapela šanson »Jasmin« Svetlane Makarovič, s sovoditeljem Igorjem Velšetom pa sta izvedla šanson, sestavljen iz verzov vseh desetih tekmovalnih šansonov prvega predizbora.
Drugi predizbor – 14. maj, Gledališče Park v Murski Soboti
| #   | Izvajalec                | Naslov                    | Avtorji glasbe in besedila                  |
| --- | ------------------------ | ------------------------- | ------------------------------------------- |
| 1.  | Anja Strajnar            | »Izpodriv«                | Jean Markič (g), Rok Vilčnik (b)            |
| 2.  | Prašnati                 | »Po žalosti hodim«        | Boštjan Baša (g), Feri Lainšček (b)         |
| 3.  | Veronika Nikolovska      | »Ti si moj svet«          | Veronika Nikolovska (gb), Gašper Lovrec (g) |
| 4.  | Mihael Lajlar            | »Barve ulic«              | Matevž Goršič (g), Mihael Lajlar (b)        |
| 5.  | Violoncelli Itineranti   | »Sredozemlje«             | Andrejka Možina (gb)                        |
| 6.  | Andrej Tomšič            | »Bistro«                  | Andrej Tomšič (gb)                          |
| 7.  | Anja Hrastovšek          | »Preštevati narcise«      | Urška Supej (gb), Žan Hauptman (g)          |
| 8.  | Primož Vidovič           | »Triptih sestre Felicite« | Primož Vidovič (gb)                         |
| 9.  | Ana Mezgec in Nakána     | »Tolaž'bla«               | Ana Mezgec (gb)                             |
| 10. | Jure Ivanušič in Nordunk | »Južni veter«             | Jure Ivanušič (gb)                          |

Pred razglasitvijo rezultatov je voditeljica Višnja Fičor zapela šanson »Mačje oči« Svetlane Makarovič, s sovoditeljem Igorjem Velšetom pa sta izvedla šanson, sestavljen iz verzov vseh desetih tekmovalnih šansonov večera.

## Finale
Finale je potekal 28. oktobra, na dan RTV, v Rogaški Slatini. Vodili so ga Tilen Artač, Višnja Fičor in Igor Velše.
| #   | Izvajalec                | Naslov                    | Avtorji glasbe in besedila                |
| --- | ------------------------ | ------------------------- | ----------------------------------------- |
| 1.  | Ana Maria Mitić          | »V našem belem hodniku«   | Ana Maria Mitić (gb)                      |
| 2.  | Primož Vidovič           | »Triptih sestre Felicite« | Primož Vidovič (gb)                       |
| 3.  | Patricija Škof           | »Šanson iz tujine«        | Patricija Škof (gb)                       |
| 4.  | Zajtrk                   | »Jera«                    | Laura Krajnc (gb), Sven Horvat (gb)       |
| 5.  | Andrej Tomšič            | »Bistro«                  | Andrej Tomšič (gb)                        |
| 6.  | Smaal Tokk               | »Dihej«                   | Klemen Kotar (g), Marko Bratuš (b)        |
| 7.  | Violoncelli Itineranti   | »Sredozemlje«             | Andrejka Možina (gb)                      |
| 8.  | Jure Ivanušič in Nordunk | »Južni veter«             | Jure Ivanušič (gb)                        |
| 9.  | Veronika Nikolovska      | »Ti si moj svet«          | Veronika Kržičnik (gb), Gašper Lovrec (g) |
| 10. | Tomaž Hostnik            | »Dekle iz zlatih sanj«    | Tomaž Hostnik (gb)                        |

## Nagrade
Na zaključnem večeru je žirija v sestavi Vita Mavrič, Leon Firšt, Mia Žnidarič, Boštjan Gombač in Slavko Pregl podelila štiri nagrade:
- nagrado za najboljše besedilo: Andrej Tomšič (za »Bistro«)
- nagrado za najboljšo glasbo: Tomaž Hostnik (za »Dekle iz zlatih sanj«)
- nagrado za obetavno mlado avtorico/avtorja ali izvajalko/izvajalca: Zajtrk
- veliko nagrado Slovenski šanson 2023 za najboljši šanson v celoti: »Dekle iz zlatih sanj« v izvedbi Tomaža Hostnika